# Kyo no Gononi
Kyō no Go no Ni (яп. 今日の5の2 Кё: но Го но Ни, Сегодня в 5-Б классе) — японская манга, автором которой является Кохару Сакураба, известный также за свою работу над Minami-ke. Манга впервые начала выпускаться издательством Kodansha в журнале Young Magazine с 2002 по 2003 год. 11 ноября 2003 года были выпущены все 22 главы, собранные в том манги.

## Сюжет
С самого детства Рёта Сато и Тика Коидзуми были закадычными друзьями и дали когда-то клятву жениться друг на друге. Сейчас они уже учатся в средней школе, 5-б классе вместе со своими одноклассниками и новыми друзьями. Рёта всё время попадает в неудобные (и порой пикантные) ситуации и пытается выкрутиться из них разными способами.

## Список персонажей
Рёта Сато (яп. 佐藤 リョータ Сато: Рё:та) — главный герой истории и друг детства Тики. В детстве они всегда вместе играли, иногда даже спали в одной постели. Тогда Рёта пообещал женится на Тике. Хорошо дружит с Кодзи и Цубасой, не может понять, кто из них лучше. Очень любит есть и проводить игры с остальным классом. Хотя Рёта далеко не умный, он очень добрый человек, который стремится помочь другим, даже когда этого другие не хотят и поэтому часто попадает в неловкие ситуации, из-за чего Тика или Юки его начинают избивать. Очень крепко засыпает и его фактически невозможно разбудить, также он постоянно вертится во сне. Его номер в классе — 12.
Сэйю: Хоко Кувасима (OVA), Ю Кобаяси (Сериал)
Тика Коидзуми (яп. 小泉 チカ Коидзуми Тика) — подруга детства Рёты и в отношениях с ним играет доминантную роль. Она всё ещё влюблена в него, никак не может снова завоевать его сердце. Очень любит вспоминать о детстве с Рётой. Как правило спокойная, но часто делает поспешные выводы относительно проступков Рёты и начинает бить его, также любит заигрывать с ним. Её номер в классе — 10.
Сэйю: Май Кадоваки (OVA), Асами Симода (Сериал)
Юки Асано (яп. 浅野 ユウキ Асано Ю:ки) — Одноклассница Рёты. Очень весёлая, активная и общительная. Очень любит сидеть в чате и обсуждает такие темы, как мода и часто беспокоится о размерах своей груди. Несмотря на сильное чувство ответственности, она не умеет хранить секреты. Влюблена в Кодзи. Ужасно готовит. Её номер в классе — 2.
Сэйю: Микако Такахаси (OVA), Сатоми Акэсака (Сериал)
Кадзуми Аихара (яп. 相原 カズミ Аихара Кадзуми) — тихая и таинственная девушка, часто делает заметки в свой дневник, наблюдая за происходящим. Никто, кроме Тики, подруги детства не видел, как Кадзуми смеётся. Как и Рёта, она является членом Комитета по здравоохранению. Её номер в классе — 1.
Сэйю: Мамико Ното (OVA)
Нацуми Хиракава (яп. 平川 ナツミ Хиракава Нацуми) — сильная девушка, которая может побить любого в спорте. Ведёт себя как сорванец и обращается к себе мужским местоимением «боку» (僕), а также одевается как мальчик. Её номер в классе — 17.
Сэйю: Мария Ямамото (OVA), Кана Асуми (Сериал)
Мэгуми Хидака (яп. 日高 メグミ Хидака Мэгуми) — Одноклассница Рёты. Носит очки и без них становится абсолютно слепой. Ведёт себя более зрело, чем остальные и сильно беспокоится с своём весе, всегда стремится сохранять ровно 35 килограмм. Её номер в классе — 16.
Сэйю: Кана Уэда (OVA), Ёко Хонда (Сериал)
Кодзи Имаи (яп. 今井 コウジ Имаи Ко:дзи) — лучший друг Рёты. Смелый, находчивый, хорошо знает о том, что девушки могут подумать в определённой ситуации. В OVA серии Кодзи блондин, а в аниме-сериале имеет чёрные волосы. Его номер в классе — 3.
Сэйю: Ю Асакава (OVA), Мэгуми Ямато (Сериал)
Цубаса Каваи (яп. 河合 ツバサ Каваи Цубаса) — лучший друг Рёты. Очень спокойный и добрый. Часто играет роль посредника между Рётой и Кодзи. Очень умный и любит читать о космосе. В OVA серии у него чёрные волосы, а в аниме-сериале светлые. Его номер в классе — 8.
Сэйю: Минори Тихара (OVA), Аяхи Такагаки (Сериал)

## Манга
Манга, автором и иллюстратором которой является Кохару Сакураба, начала выпускаться издательством Kodansha в журнале Young Magazine с 2002 года. 11 ноября 2003 года был выпущен первый том манги с номером ISBN 978-4-06-361178-6 Позже 22 и 29 сентября 2008 года были выпущены 2 главы манги как Омакэ в журнале Young Magazine под названием Supplementary Lesson — «Today in Tennis Club».
- 001. 1st Period — «Wiggle, Wiggle» (яп. )
- 002. 2nd Period — «Collarbones» (яп. )
- 003. 3rd Period — «Undefeated» (яп. )
- 004. 4th Period — «The Scale» (яп. )
- 005. 5th Period — «Sneak Attack» (яп. )
- 006. 6th Period — «Smile» (яп. )
- 007. 7th Period — «Dress-Up» (яп. )
- 008. 8th Period — «Observation Diary» (яп. )
- 009. 9th Period — «Rain» (яп. )
- 010. 10th Period — «Superball» (яп. )
- 011. 11th Period — «Library» (яп. )
- 012. 12th Period — «Fairytale» (яп. )
- 013. 13th Period — «Surprise» (яп. )
- 014. 14th Period — Sweet and Soft (яп. )
- 015. 15th Period — «Flip» (яп. )
- 016. 16th Period — «Cat's Paw» (яп. )
- 017. 17th Period — «Nodding Off» (яп. )
- 018. 18th Period — «Bum Rap» (яп. )
- 019. 19th Period — Comparing Heights (яп. )
- 020. 20th Period — «Three-Legged Race» (яп. )
- 021. 21st Period — «Pinky Promise Часть 1» (яп. )
- 022. 22nd Period — «Pinky Promise Часть 2» (яп. )
- Supplementary Lesson — «Today in Tennis Club» (яп. )
- «Turn on the Water» (яп. )

## ОVA
На основе сюжетa манги был выпущен OVA сериал студией Shinkukan в 2006 году. Режиссёр аниме Макото Окицу, а автор сценария Мики Окицу. Музыку к аниме создал Тору Юкава. Анонс первого трейлера состоялся 20 февраля 2006 года. При выпуске DVD изданий была доступна дополнительная звуковая дорожка, где сэйю, озвучивавших главных женских персонажей заменяют японские поп-идолы, такие, как музыкальная группа Sweet Kiss а также в бонусных изданиях были доступны интервью с создателями аниме, музыкальные саундтреки, радио-рамы и специальные обои для компьютерного стола. В апреле 2009 года студия Xebec объявила, что выпустит новый OVA сериал.

## Аниме
Аниме-сериал был выпущен студией Xebec. Режиссёр аниме Цуёси Нагасава, а автор сценария Такамицу Коно. Музыку к аниме создал также Такамицу Коно. Основной персонал ведущих актёров был объявлен 7 августа 2008 года. Представители японского телеканала TV Tokyo объявили, что разместят бесплатно в интернете рекламный фильм 27 сентября 2008 года. Сериал начал транслироваться по телеканалу TV Tokyo в воскресенье в 1:30 по местному времени начиная с 5 октября по 28 декабря 2008 года. Аниме адаптирует все главы манги кроме главы «Дополнительный урок».
С 25 декабря 2008 года по 25 марта 2009 года аниме-сериал выпускался в DVD изданиях, в каждом диске выпускались по 3 серии аниме. 22 декабря 2008 года студией Kodansha был выпущен официальный фанбук к номером ISBN 978-4-06-375627-2.

## Список серий аниме
| #   | Название серии | Дата выхода      |
| --- | --- | ---------------- |
|     | |                  |
| 1   | 1st Period 'Loose' / 2nd Period 'Super Ball' / 3rd Period 'In High Spirits' / 4th Period 'Rainy Weather' «1 Jikan Me 'Guragura' / 2 Jikan Me 'Sūpābōru' / 3 Jikan Me 'Norinori' / 4 Jikan Me 'Ame Furi'» (「1時間目「グラグラ」」 「2時間目「スーパーボウル」」 「3時間目「ノリノリ」」 「4時間目「アメフリ」」)                                                                                                | 5 октября, 2008  |
| 2   | 5th Period 'Cat's Paws' / 6th Period 'Undefeated' / 7th Period 'Ball Washing' / 8th Period 'Wet Clothes' «5 Jikan Me 'Neko no Te' / 6 Jikan Me 'Make Nashi' / 7 Jikan Me 'Bōru Arai' / 8 Jikan Me 'Nureginu'» (「5時間目「ネコノテ」」 「6時間目「マケナシ」」 「7時間目「ボールアライ」」 「8時間目「ヌレギヌ」」)                                                                                             | 12 октября, 2008 |
| 3   | 9th Period 'Collarbone' / 10th Period 'Library Room' / 11th Period 'Lifting Skirts' / 12th Period 'Experiment' «9 Jikan Me 'Sakotsu' / 10 Jikan Me 'Toshoshitsu' / 11 Jikan Me 'Mekuri' / 12 Jikan Me 'Jikken'» (「9時間目「サコツ」」 「10時間目「トショシツ」」 「11時間目「メクリ」」 「12時間目「ジッケン」」)                                                                                              | 19 октября, 2008 |
| 4   | 13th Period 'Turn on the Water' / 14th Period 'Dress Up' / 15th Period 'Top and Bottom' / 16th Period 'Surprise Attack' «13 Jikan Me 'Mizu Kake' / 14 Jikan Me 'Kisekae' / 15 Jikan Me 'Ueshita' / 16 Jikan Me 'Damashiuchi'» (「13時間目「ミズカケ」」 「14時間目「キセカエ」」 「15時間目「ウエシタ」」 「16時間目「ダマシウチ」」)                                                                           | 26 октября, 2008 |
| 5   | 17th Period 'Smile' / 18th Period 'Shooting Star' / 19th Period 'Change of Clothes' «17 Jikan Me 'Egao' / 18 Jikan Me 'Nagareboshi' / 19 Jikan Me 'Kigae'» (「17時間目「エガオ」」 「18時間目「ナガレボシ」」 「19時間目「キガエ」」) | 2 ноября, 2008   |
| 6   | 20th Period 'Observation Diary' / 21st Period 'Sudden Shower' / 22nd Period 'Rock Paper Scissors' / 23rd Period 'Summer Festival' «20 Jikan Me 'Kansatsu Nikki' / 21 Jikan Me 'Yūdachi' / 22 Jikan Me 'Janken' / 23 Jikan Me 'Natsumatsuri'» (「20時間目「カンサツニッキ」」 「21時間目「ユウダチ」」 「22時間目「ジャンケン」」 「23時間目「ナツマツリ」」)                                                    | 9 ноября, 2008   |
| 7   | 24th Period 'Victory or Defeat' / 25th Period 'Cross-Fire' / 26th Period 'Bookstore' / 27th Period 'Three-legged' «24 Jikan Me 'Kachimake' / 25 Jikan Me 'Uchiai' / 26 Jikan Me 'Hon'ya' / 27 Jikan Me 'Sankyaku'» (「24時間目「カチマケ」」 「25時間目「ウチアイ」」 「26時間目「ホンヤ」」 「27時間目「サンキャク」」)                                                                                        | 16 ноября, 2008  |
| 8   | 28th Period 'Scale' / 29th Period 'Hunger' / 30th Period 'Height Comparison' / 31st Period 'Milk' «28 Jikan Me 'Memori' / 29 Jikan Me 'Hara Heri' / 30 Jikan Me 'Sekurabe' / 31 Jikan Me 'Gyūnyū'» (「28時間目「メモリ」」 「29時間目「ハラヘリ」」 「30時間目「セクラベ」」 「31時間目「ギュウニュウ」」) | 23 ноября, 2008  |
| 9   | 32nd Period 'Typhoon' / 33rd Period 'Fashion' / 34th Period 'Dozing Off' / 35th Period 'Eating' «32 Jikan Me 'Taifū' / 33 Jikan Me 'Fasshon' / 34 Jikan Me 'Utouto' / 35 Jikan Me 'Meshiagare'» (「32時間目「タイフウ」」 「33時間目「ファッション」」 「34時間目「ウトウト」」 「35時間目「メシアガレ」」) | 30 ноября, 2008  |
| 10  | 36th Period 'Warmth' / 37th Period 'Fairy Tale (Anterior Semester)' / 38th Period 'Fairy Tale (Posterior Semester)' / 39th Period 'A Leaf' «36 Jikan Me 'Atatamete' / 37 Jikan Me 'Meruhen' / 38 Jikan Me 'Meruhen II' / 39 Jikan Me 'Hitoha'» (「36時間目「アタタメテ」」 「37時間目「メルヘン」」 「38時間目「メルヘンII」」 「39時間目「ヒトハ」」)                                                          | 7 декабря, 2008  |
| 11  | 40th Period 'Suddenly' / 41st Period 'Duck' / 42nd Period 'Hair Style' / 43rd Period 'Ice' «40 Jikan Me 'Nukiuchi' / 41 Jikan Me 'Kamo' / 42 Jikan Me 'Kamigata' / 43 Jikan Me 'Kōri'» (「40時間目「ヌキウチ」」 「41時間目「カモ」」 「42時間目「カミガタ」」 「43時間目「コオリ」」) | 14 декабря, 2008 |
| 12  | 44th Period 'Roasted Sweet Potato' / 45th Period 'Grinding Noises' / 46th Period 'Lottery' / 47th Period 'Munch Munch' / 48th Period 'Merry Christmas' «44 Jikan Me 'Yakiimo' / 45 Jikan Me 'Konkon' / 46 Jikan Me 'Fukubiki' / 47 Jikan Me 'Ama Ama' / 48 Jikan Me 'Meri Kuri'» (「44時間目「ヤキイモ」」 「45時間目「コンコン」」 「46時間目「フクビキ」」 「47時間目「アマアマ」」 「48時間目「メリクリ」」) | 21 декабря, 2008 |
| 13  | 49th Period 'Pinky Swear' «49 Jikan Me 'Yubikiri'» (49時間目「ユビキリ」) | 28 декабря, 2008 |
| OVA | Treasure Chest «Treasure Chest» | 6 октября, 2009  |

## Критика
Представитель сайта Anime News Network, Карл Кимлингер отметил, что первый OVA сериал получился «гладко и блестяще», однако по его мнению аниме-адаптация 2008 года является грубой и имеет небрежный характер анимации. Однако сериал имеет свою преимущество, в частности здесь отсутствует «вызывающе-извивающийся» фан-сервис как образно выразился критик, который есть в OVA сериях.